# Rasabou (Bolo)
Rasabou is een bestuurslaag in het regentschap Bima van de provincie West-Nusa Tenggara, Indonesië. Rasabou telt 4308 inwoners (volkstelling 2010).